# روجر بارو
روجر بارو (بالإنجليزية: Roger Barrow)‏ هو مدرب تجديف جنوب أفريقي، ولد في 2 ديسمبر 1975.

## وصلات خارجية
- روجر بارو على موقع الاتحاد الدولي للتجديف (الإنجليزية)